# هیدروکسی‌تروپاکوکائین
هیدروکسی‌تروپاکوکائین (به انگلیسی: Hydroxytropacocaine) با فرمول شیمیایی C۱۵H۱۹NO۳ یک ترکیب شیمیایی با شناسه پاب‌کم ۱۱۰۵۴۴۴۱ است. که جرم مولی آن ۲۶۱٫۳۲ g/mol می‌باشد. 